# Jeannot Matadi Nenga
Jeannot Matadi Nenga Ngamanda est un homme politique du Congo-Kinshasa. Il occupe le poste de ministre de l’Énergie et des Ressources hydrauliques dans le gouvernement Matata II depuis le 8 décembre 2014.